# مشهد محمد الجعفري
مشهد محمد الجعفرى ، هو أحد المساجد التي انشئت في عصر الدولة الايوبية في مصر   ، يقع بشارع الخليفة بقسم  الخليفة.

## وصفه
يتكون المشهد من مربع طول ضلعه (3.80) متر، وسمك الحائط (0.70) متر حتى تستطيع تحمل منطقة الانتقال التي تبدو مثمنة من الداخل ومدرجة من الخارج، ويظهر هذا الأسلوب في معالجة منطقة الانتقال لأول مرة في مصر في مشهد الجعفري ثم انتشرت بعد ذلك في قباب العصر الأيوبى، وتتكون منطقة الانتقال من ثلاث حنيات في أركان المربع يعلوها حنية رابعة، وبين حنيات الأركان توجد نافذة ذات ثلاثة فصوص تشبه في تصميمها الخارجي لحنيات الأركان، وأسلوب النافذة ذات الفصوص الثلاثة يسبق تاريخيا النافذة ذات الثلاث فتحات .

## وصلات خارجية
- آثار القاهرة الإسلامية نسخة محفوظة 31 مايو 2014 على موقع واي باك مشين.